# Sune Andersson
Sune Isidor «Mona-Lisa» Andersson (Södertälje, Suecia, 22 de febrero de 1921-Solna, Suecia, 29 de abril de 2002) fue un jugador y entrenador de fútbol sueco. En su etapa como jugador profesional se desempeñaba como  defensa o centrocampista.

## Selección nacional
Fue internacional con la selección de fútbol de Suecia en 28 ocasiones y convirtió 4 goles. Fue campeón de los Juegos Olímpicos en 1948 y formó parte de la selección que obtuvo el tercer lugar en la Copa del Mundo de 1950.

### Participaciones en Copas del Mundo
| Mundial                        | Sede   | Resultado    | Partidos | Goles |
| ------------------------------ | ------ | ------------ | -------- | ----- |
| Copa Mundial de Fútbol de 1950 | Brasil | Tercer lugar | 5        | 2     |

### Participaciones en Juegos Olímpicos
| Olimpiada                        | Sede        | Resultado | Partidos | Goles |
| -------------------------------- | ----------- | --------- | -------- | ----- |
| Juegos Olímpicos de Londres 1948 | Reino Unido | Campeón   | 4        | 0     |

## Clubes

### Como jugador
| Club           | País   | Año       |
| -------------- | ------ | --------- |
| Hagalunds IS   | Suecia | 1939-1946 |
| AIK Estocolmo  | Suecia | 1946-1950 |
| AS Roma        | Italia | 1950-1952 |
| IFK Eskilstuna | Suecia | 1956-1958 |
| Kalmar FF      | Suecia | 1959-1961 |
| Finspångs AIK  | Suecia | 1962-1963 |
| Södertälje SK  | Suecia | 1964-1967 |
| Hagalunds IS   | Suecia | 1968-1971 |

### Como entrenador
| Club           | País   | Año       |
| -------------- | ------ | --------- |
| Iggesunds IK   | Suecia | 1953-1955 |
| IFK Eskilstuna | Suecia | 1956-1958 |
| Kalmar FF      | Suecia | 1959-1961 |
| Finspångs AIK  | Suecia | 1962-1963 |
| Södertälje SK  | Suecia | 1964-1967 |
| Hagalunds IS   | Suecia | 1968-1971 |

## Palmarés

### Campeonatos nacionales
| Título         | Club          | País   | Año  |
| -------------- | ------------- | ------ | ---- |
| Copa de Suecia | AIK Estocolmo | Suecia | 1949 |
| Copa de Suecia | AIK Estocolmo | Suecia | 1950 |
| Serie B        | AS Roma       | Italia | 1952 |

### Copas internacionales
| Título           | Selección | Sede                  | Año  |
| ---------------- | --------- | --------------------- | ---- |
| Juegos Olímpicos | Suecia    | Londres (Reino Unido) | 1948 |